# Jean-Marie Beuzelin
Pour les articles homonymes, voir Beuzelin.
Jean-Marie Beuzelin, né en 1962 est un journaliste indépendant et essayiste français.

## Biographie
La famille de Jean-Marie Beuzelin est originaire des Antilles françaises. 
Diplômé en orthopédie dento-maxillo-faciale de la Faculté de médecine de Paris (sa thèse, publiée en 1985, portait sur L'installation du jeune médecin) , diplômé de sciences économiques et sociales de la Santé, diplômé en expertise maxillo-faciale, il a exercé de nombreuses années à Bordeaux avant de reprendre, ancien chroniqueur littéraire du quotidien France Antilles, une activité de journaliste indépendant pour plusieurs médias. 
Auteur de nombreux ouvrages, ses publications se rapportent principalement à deux champs : celui du monde hispanique, d'Amérique Latine et de la Caraïbe (Espagne, Venezuela, Cuba) dont il est un spécialiste et celui des questions mystérieuses dont celles liées à l'ésotérisme. Il a publié en 2017 aux éditions Anfortas " Les fils d'Isis " un roman ésotérique dont le récit se déroule au Moyen-Orient. Il a également participé à plusieurs émissions de radio et de télévision pour BTLV, RMC Découverte, RMC Story etc. Il est également membre du jury du prix du Cercle Leonardo da Vinci, une association franco-italienne. 
Jean-Marie Beuzelin a reçu le prix Cesare Pavese  en 2017 et le prix Coup de cœur de l’Orvanne littéraire du Rotary 2018 pour son roman Les fils d'Isis.
Il a publié aux Editions Jonglez six guides culturels et touristiques : en mars 2019 "Bordeaux méconnu", en avril 2020 " Le Bassin d'Arcachon méconnu" , en mai 2021 "Le Berry insolite et secret" ,en avril 2022 "Les Charentes insolites et secrètes" ( une nouvelle édition en avril 2023), en avril 2024 "Limousin insolite et secret", en mai 2025 "Gironde insolite et secrète". Il publiait en novembre 2022 "Le message secret de l'Atlantide"aux Editions Anfortas . 

## Publications
Venezuela, récit d'un désastre,  Sucy-en-Brie, 2018,  Anfortas, 139 p.
Cuba : Ombres et lumières,  Sucy-en-Brie, 2014, éditions Anfortas, 163 p.
L'Espagne secrète, Biarritz, Paris, 2004, Atlantica, 125 p.
L'Espagne des trois cultures : chrétienne, juive et musulmane, Biarritz , 2009, Atlantica, 189 p.
Saint-Jacques-de-Compostelle, Biarritz ; Paris, 2010 Atlantica, 64 p.
Les fils d'Isis,  roman, 2017, Sucy-en-Brie, 2017 , coll. Impressions, éditions Anfortas, 168 p.
Atlantide, la cité disparue : l'enquête, Sucy-en-Brie, 2016,  Anfortas, 145 p.
La surprenante prophétie de saint Malachie, 2013, coll. Oracle, ed. Grancher, 136 p.
Benoît XVI : Le dernier pape selon la mystérieuse prophétie de saint Malachie,  2007,Atlantica, 127 p.
L'installation du jeune médecin, 1985, éditions de la Madeleine, 95 p.
Guide des ferias France-Espagne, Biarritz, 2000, Atlantica, 205 p.
Bordeaux méconnu et alentours, 2019,  Éditions Jonglez, guides de voyage , 254 p.
Bassin d'Arcachon méconnu, 2020, Editions Jonglez, 205 p.
Berry insolite et secret ,2021, Editions Jonglez, 272 p.
Les Charentes insolites et secrètes, 2022, Editions Jonglez, 256p
Le message secret de l'Atlantide, 2022 Editions Anfortas, 120 p.
Les Charentes insolites et secrètes, 2023 ( nouvelle édition) Editions Jonglez, 272p
Limousin insolite et secret, 2024 Editions Jonglez , 272p
Gironde insolite et secrète, 2025 Editions Jonglez, 240p